# Vinctifer
Vinctifer es un género extinto de peces de la familia Aspidorhynchidae.

## Registro fósil
Este género se conoce en el registro fósil desde el Jurásico Superior (Kimmeridgiense) hasta el Aptiense del Cretácico Inferior (rango de edad: de 150,8 a 109,0 millones de años). Se han encontrado fósiles de este género en las formaciones Marizal, Romualdo y Missão Velha de Brasil, la formación Tlayua de México, la formación Apón de Venezuela y la Nordenskjöld de la Antártida. También existen registros de fósiles en Colombia.

## Especies
- Vinctifer comptoni Agassiz 1834
- Vinctifer ferrusquiai Cantalice, Alvarado-Ortega y Brito 2018
- Vinctifer longirostris Silva Santos 1972